# Živinje
Živinje (makedonska: Живиње) är en ort i Nordmakedonien. Den ligger i kommunen Kumanovo, i den centrala delen av landet, 30 kilometer öster om huvudstaden Skopje. Živinje ligger 581 meter över havet och antalet invånare är 126.